# Женски глас
„Женски глас“ е български вестник, излизащ в София от 1 ноември 1899 до 25 септември 1944 г., а от началото на 1906 г. излиза и в Бургас.
Вестникът включва материали свързани с интересите на жената. Орган е на Българския женски съюз. Поместват се художествени произведения от български писатели. От 1902 г. заглавието се изписва и на френски език. Главен редактор е Ана Карима. Излиза два пъти месечно.
Първият брой на вестника излиза в София на 1 ноември 1899 г. До 1902 г. е с подзаглавие Орган на Софийско женско образователно дружество, до 1907 г. – Месечно списание на Българския женски съюз, до 1937 г. – Орган на Българския женски съюз, след 1937 г. – За защита правата и интересите на жената.